# Un vampiro
Un vampiro (Il vampiro) es un relato corto de vampiros, escritor por el autor italiano Luigi Capuana. Apareció el 1 de julio de 1904 en el periódico Corriere della Sera.
El relato muestra el choque entre superstición y ciencia que surge en torno a un caso de vampirismo.

## Sinopsis
Lelio Giorgi acude desesperado a un amigo suyo, el científico Mongeri, ante el acoso que sufren su esposa y su hijo por un espíritu maligno.
Lelio Giorgi le cuenta a su amigo que en su juventud se enamoró de Luisa, pero cuando regresó de un viaje a América se encontró con que se había casado con otro hombre, presionada por su familia. A pesar de su tristeza, terminó aceptando la situación y se marchó a París, donde unos meses después recibía una carta de Luisa en la que le decía que acababa de enviudar. Lelio y Luisa contrajeron matrimonio al poco tiempo.
Cuando Luisa quedó embarazada, comenzaron a ocurrir sucesos extraños en la casa del matrimonio: golpes, sonidos de pisadas y la sensación de la presencia de un ser invisible. Cuando el hijo de ambos nació, la situación empeoró todavía más, y la cuna del niño comenzó a ser zarandeada, al mismo tiempo que Luisa comenzó a ser acusada por el espíritu de haberla envenenado. Un exorcismo no sirvió de nada, sino que agravó los ataques del espíritu, que comenzó a absorber la esencia del niño en su cuna sin que los padres pudieran hacer nada. Con su hijo moribundo y su esposa desesperada, Lelio acude a su amigo sin saber qué hacer.
Mongeri se muestra escéptico ante el relato de su amigo, considerándolo fruto de una alucinación, o perturbación de su mente, pero considera que muchas veces la superstición lleva en sí la clave de la cura y aconseja a su amigo que si creen que están siendo acosados por un vampiro, lo mejor que puede hacer es incinerar el cadáver del primer esposo de Luisa.
Al día siguiente Lelio regresa junto a Mongeri, asustado, afirmando que el vampiro conoce sus intenciones y los ha amenazado. Mongeri, que continúa escéptico, acepta acompañarle esa noche a su casa, donde en principio no ocurre nada.
De repente, la cuna del niño comienza a moverse, y Luisa da muestras de estar poseída por otro ser, hablando con una voz grave y amenazadora. Haciendo acopio de todo su valor, Mongeri se enfrenta al vampiro, ordenándole que se marche.
Tras la incineración del cadáver, los ataques del vampiro se interrumpen. Poco después Mongeri, con sus convicciones tocadas, publica un ensayo titulado Un supuesto caso de vampirismo.